# Canuleius
Canuleius is een geslacht van Phasmatodea uit de familie Heteronemiidae. De wetenschappelijke naam van dit geslacht is voor het eerst geldig gepubliceerd in 1875 door Carl Stål.

## Soorten
Het geslacht Canuleius omvat de volgende soorten:
- Canuleius affinis Piza, 1936
- Canuleius bicornis (Thunberg, 1815)
- Canuleius bispinosus Piza, 1936
- Canuleius brevipes Piza, 1936
- Canuleius corallinus Piza, 1936
- Canuleius delicatulus Brancsik, 1898
- Canuleius euterpinus (Westwood, 1859)
- Canuleius fischeri Piza, 1936
- Canuleius grandis Piza, 1936
- Canuleius inermipes (Piza, 1944)
- Canuleius inermis Redtenbacher, 1906
- Canuleius ingenua (Brunner von Wattenwyl, 1907)
- Canuleius libidinosus (Piza, 1943)
- Canuleius metzi Redtenbacher, 1906
- Canuleius nudiceps Redtenbacher, 1906
- Canuleius pullus Redtenbacher, 1906
- Canuleius similis Redtenbacher, 1906
- Canuleius ubatubae (Piza, 1944)
- Canuleius vetus Piza, 1936
- Canuleius vigintiquatuorspinosus Redtenbacher, 1906
- Canuleius vigintispinosus Redtenbacher, 1906